# Сочі (станція)

Сочі (рос. Сочи) — залізнична станція Краснодарського регіону Північно-Кавказької залізниці. Розташована в Центральному районі міста Сочі Краснодарського краю. Заснована 1918 року.

## Опис
Сучасна будівля залізничного вокзалу набагато більша за розмірами, ніж попередні, і була введена в експлуатацію 10 вересня 1952 року.
Триповерхова будівля вокзалу має 3 внутрішні двори, які чергуються, та висотну вежу (55 м). У комплекс вокзалу також увійшли 3 залізобетонні платформи загальною протяжністю 1080 м, пасажирський тунель з 4-ма виходами, котельня. Будівля вокзалу разом з багажним відділенням, побудованим 1956 року, займає площу 0,6 га.
Станція має 9 під'їзних колій та 2 додаткові; 5 з них — пасажирські.

## Приміське сполучення

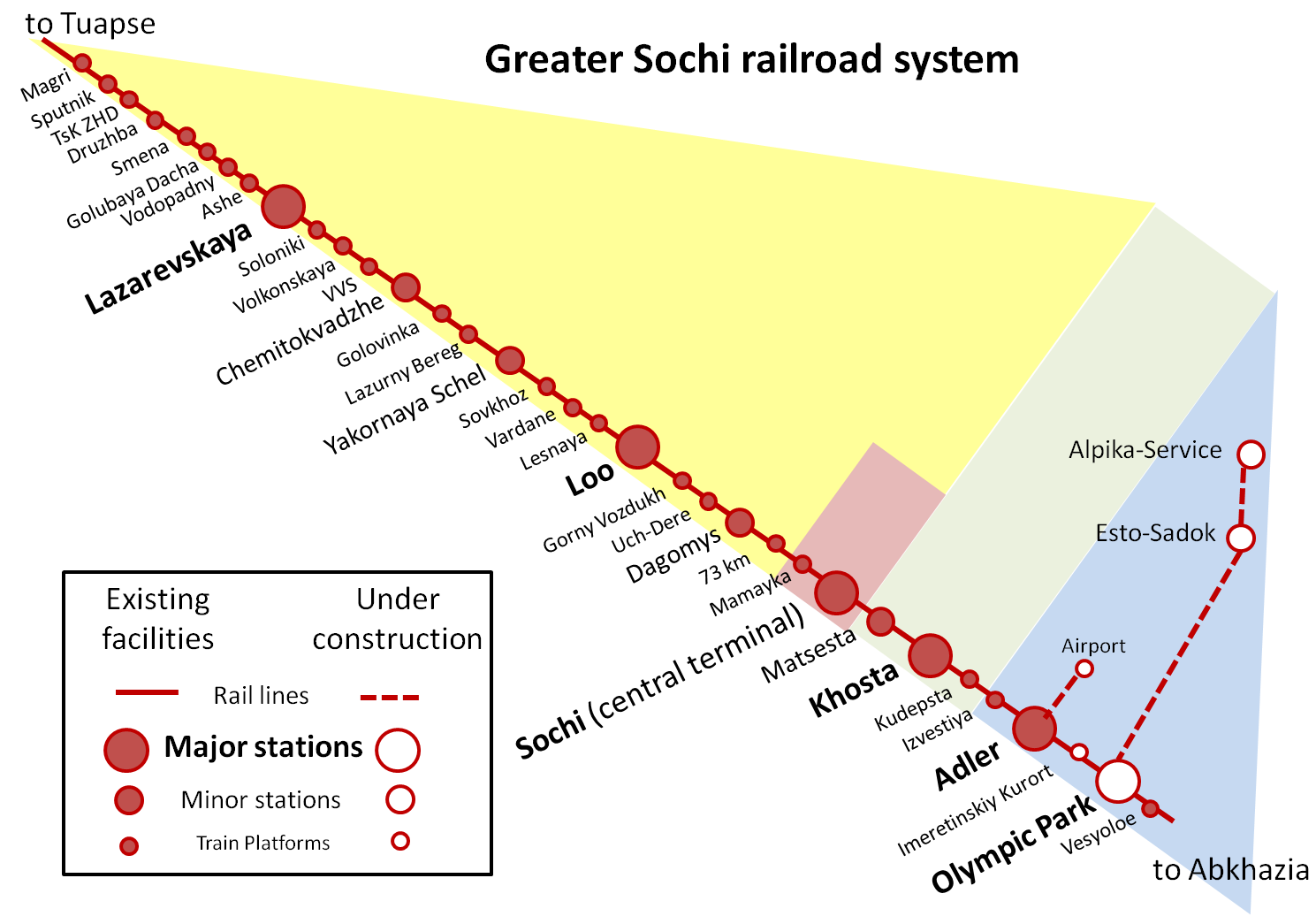
Схема залізничної лінії

| № поїзда | Маршрут руху         | № поїзда   | Маршрут руху         |
| -------- | -------------------- | ---------- | -------------------- |
| Експрес  | Краснодар — Сочі     | Експрес    | Сочі — Краснодар     |
| Експрес  | Майкоп — Адлер       | Експрес    | Адлер — Майкоп       |
| Експрес  | Сочі — Аеропорт Сочі | Експрес    | Аеропорт Сочі — Сочі |
| Експрес  | Туапсе — Адлер       | Експрес    | Адлер — Туапсе       |
| Експрес  | Туапсе — Адлер       | Експрес    | Адлер — Туапсе       |
| Експрес  | Туапсе — Сочі        | Приміський | Сочі — Туапсе        |

## Далеке сполучення

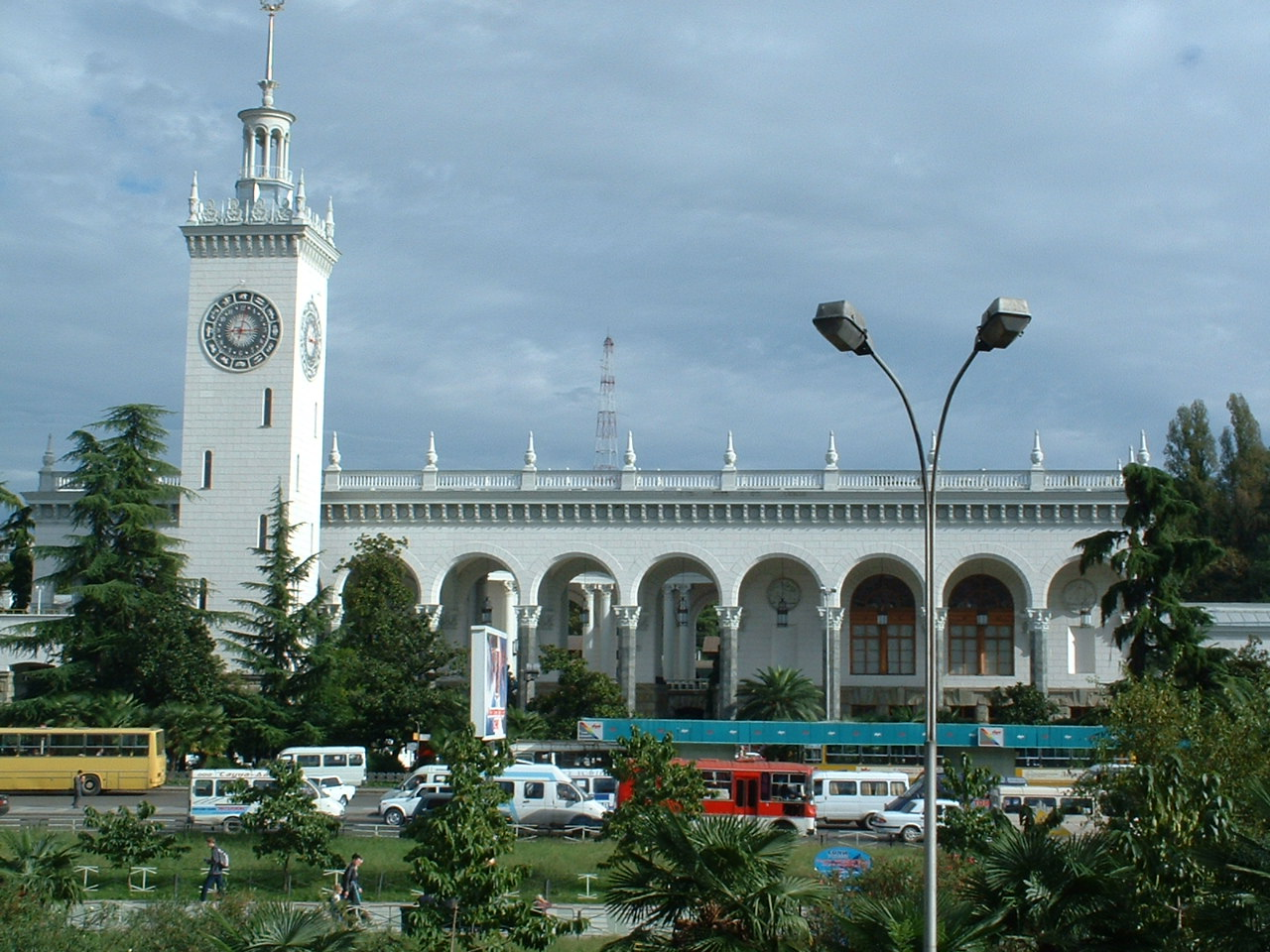
Залізничний вокзал Сочі

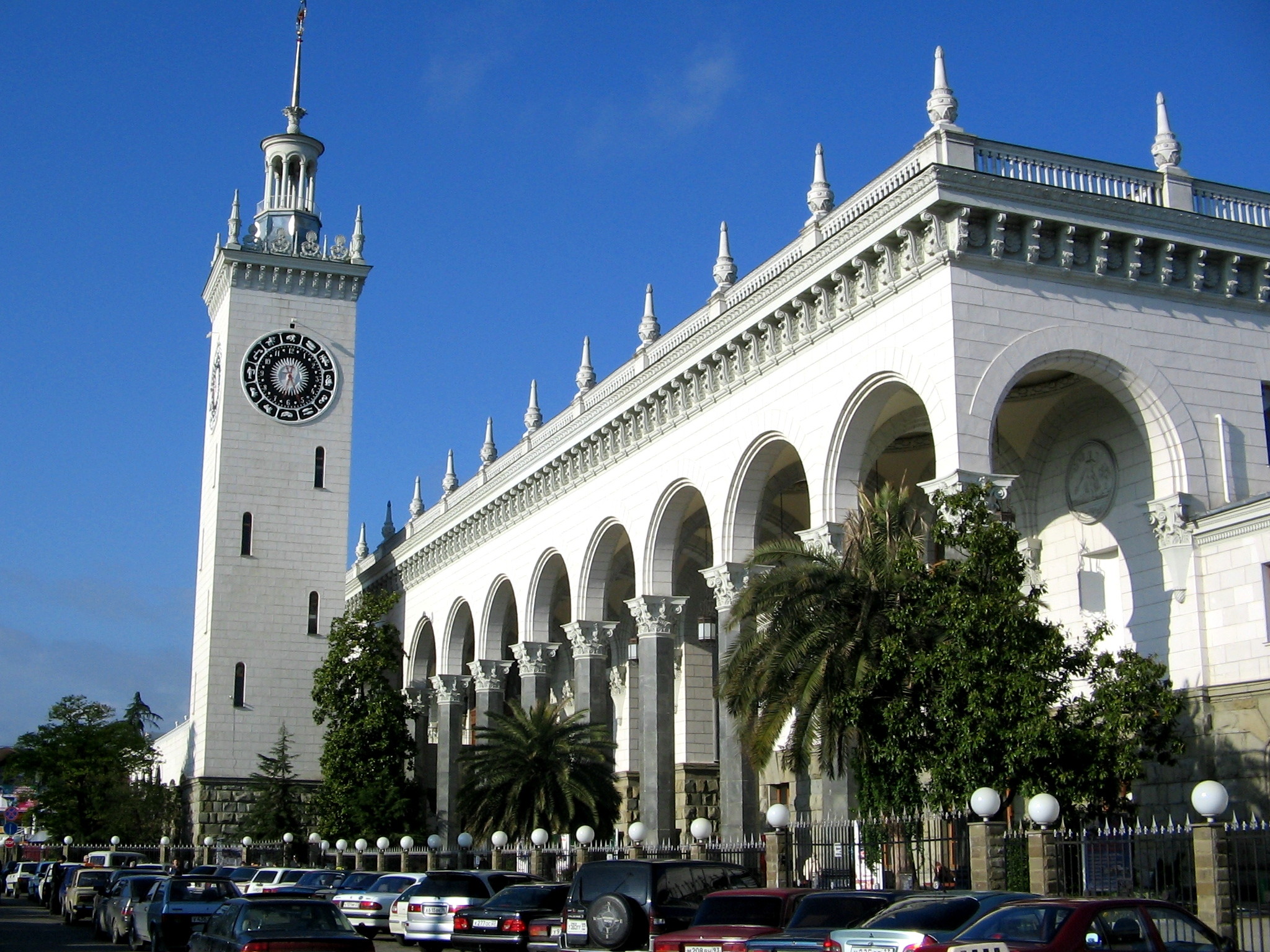

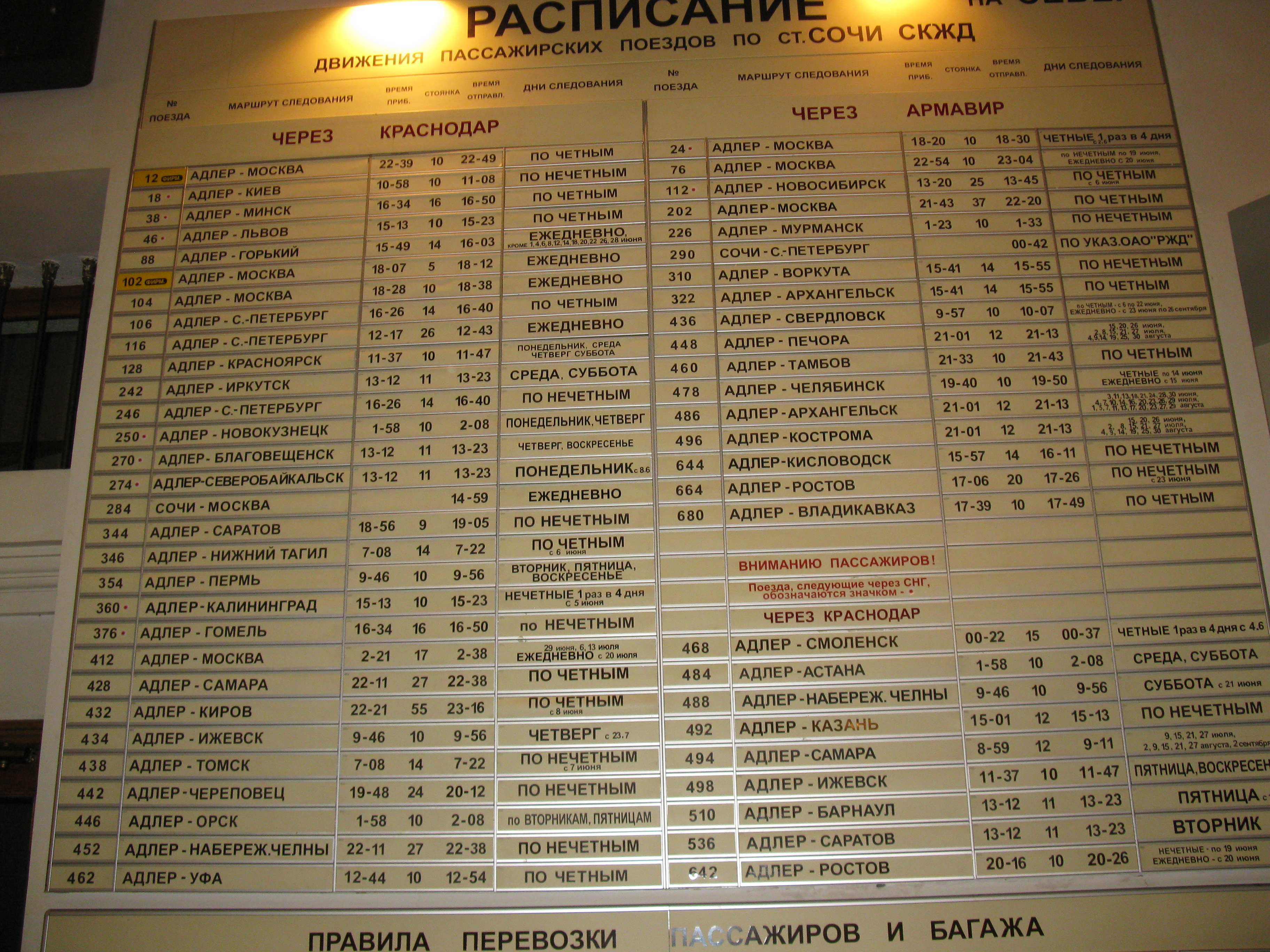
Розклад руху потягів (2009)

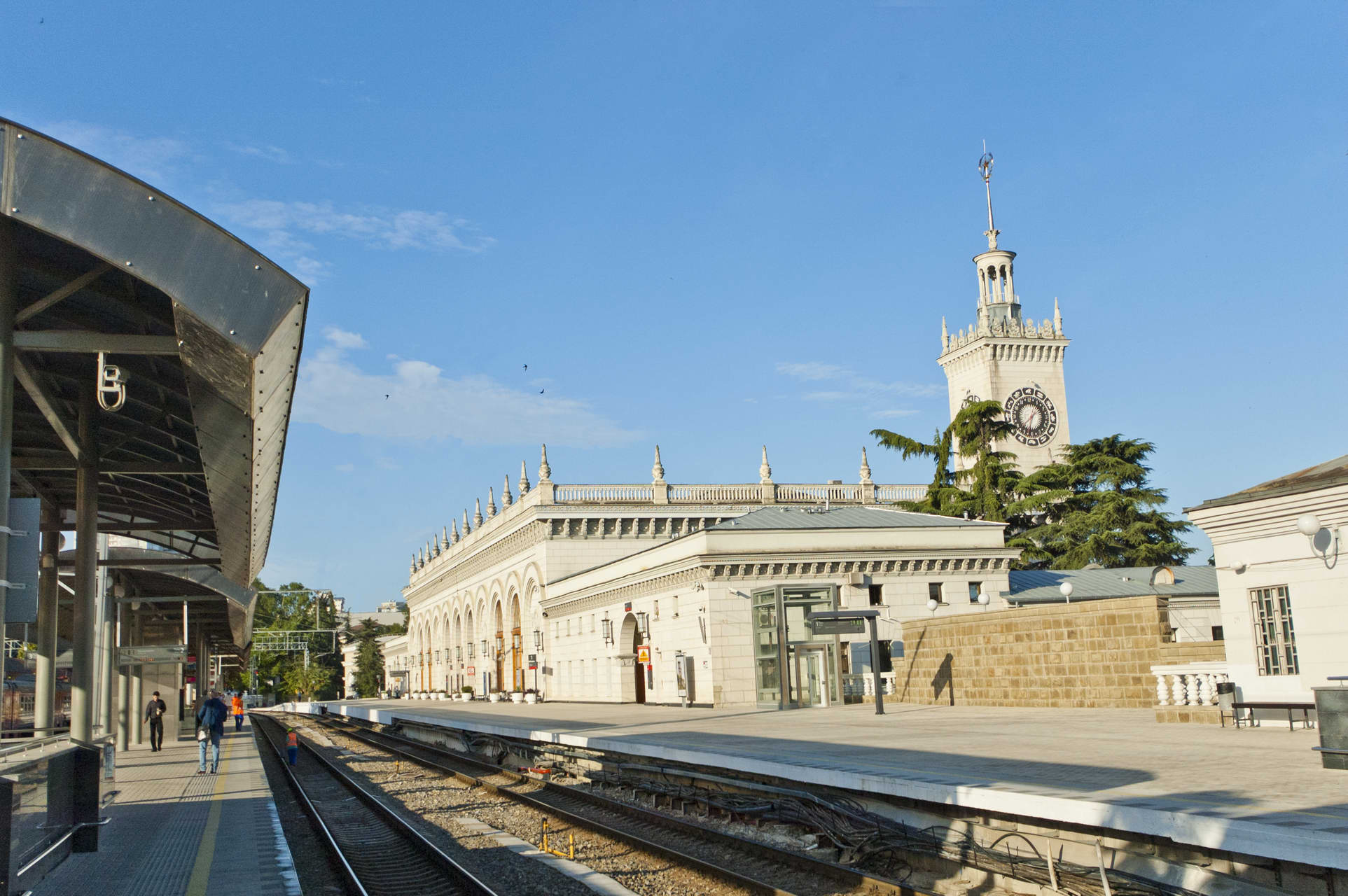
Платформи

Потяги місцевої приписки формуються в Адлерському вагонному депо. Станом на 2012 рік вокзал відправляє та приймає поїзди наступних напрямків: 
| № поїзда | Маршрут руху            | № поїзда | Маршрут руху            |
| -------- | ----------------------- | -------- | ----------------------- |
| 11       | Москва — Адлер          | 12       | Адлер — Москва          |
| 13       | Саратов — Адлер         | 14       | Адлер — Саратов         |
| 23       | Москва — Адлер          | 24       | Адлер — Москва          |
| 75       | Москва — Сухумі         | 76       | Сухумі — Москва         |
| 87       | Нижній Новгород — Адлер | 88       | Адлер — Нижній Новгород |
| 101      | Москва — Адлер          | 102      | Адлер — Москва          |
| 103      | Москва — Адлер          | 104      | Адлер — Москва          |
| 105      | Санкт-Петербург — Адлер | 106      | Адлер — Санкт-Петербург |
| 115      | Санкт-Петербург — Адлер | 116      | Адлер — Санкт-Петербург |
| 127      | Красноярськ — Адлер     | 128      | Адлер — Красноярськ     |
| 139      | Новосибірськ — Адлер    | 140      | Адлер — Новосибірськ    |
| 201      | Москва — Адлер          | 202      | Адлер — Москва          |
| 225      | Мурманськ — Адлер       | 226      | Адлер — Мурманськ       |
| 233      | Самара — Адлер          | 234      | Адлер — Самара          |
| 241      | Іркутськ — Адлер        | 242      | Адлер — Іркутськ        |
| 245      | Санкт-Петербург — Адлер | 246      | Адлер — Санкт-Петербург |
| 249      | Новокузнецьк — Адлер    | 250      | Адлер — Новокузнецьк    |
| 269      | Благовєщенськ — Адлер   | 270      | Адлер — Благовєщенськ   |
| 273      | Сєверобайкальск — Адлер | 274      | Адлер — Сєверобайкальск |
| 283      | Москва — Сочі           | 284      | Сочі — Москва           |
| 289      | Санкт-Петербург — Адлер | 290      | Адлер — Санкт-Петербург |
| 301      | Мінськ — Адлер          | 302      | Адлер — Мінськ          |
| 309      | Воркута — Адлер         | 310      | Адлер — Воркута         |
| 321      | Архангельськ — Адлер    | 322      | Адлер — Архангельськ    |
| 343      | Челябінськ — Адлер      | 344      | Адлер — Челябінськ      |
| 345      | Нижній Тагіл — Адлер    | 346      | Адлер — Нижній Тагіл    |
| 353      | Перм — Адлер            | 354      | Адлер — Перм            |
| 359      | Калінінград — Адлер     | 360      | Адлер — Калінінград     |
| 375      | Гомель — Адлер          | 376      | Адлер — Гомель          |
| 411      | Москва — Адлер          | 412      | Адлер — Москва          |
| 431      | Кіров — Адлер           | 432      | Адлер — Кіров           |
| 433      | Іжевськ — Адлер         | 434      | Адлер — Іжевськ         |
| 435      | Єкатеринбург — Адлер    | 436      | Адлер — Єкатеринбург    |
| 441      | Череповець — Адлер      | 442      | Адлер — Череповець      |
| 445      | Орськ — Адлер           | 446      | Адлер — Орськ           |
| 447      | Печора — Адлер          | 448      | Адлер — Печора          |
| 449      | Тольятті — Адлер        | 450      | Адлер — Тольятті        |
| 451      | Іжевськ — Адлер         | 452      | Адлер — Іжевськ         |
| 459      | Тамбов — Адлер          | 460      | Адлер — Тамбов          |
| 461      | Уфа — Адлер             | 462      | Адлер — Уфа             |
| 463      | Самара — Адлер          | 464      | Адлер — Самара          |
| 467      | Смоленськ — Адлер       | 468      | Адлер — Смоленськ       |
| 475      | Казань — Адлер          | 476      | Адлер — Казань          |
| 477      | Челябінськ — Адлер      | 478      | Адлер — Челябінськ      |
| 483      | Астана — Адлер          | 484      | Адлер — Астана          |
| 485      | Архангельськ — Адлер    | 486      | Адлер — Архангельськ    |
| 489      | Саратов — Адлер         | 490      | Адлер — Саратов         |
| 491      | Казань — Адлер          | 492      | Адлер — Казань          |
| 495      | Кострома — Адлер        | 496      | Адлер — Кострома        |
| 497      | Іжевськ — Адлер         | 498      | Адлер — Іжевськ         |
| 509      | Барнаул — Адлер         | 510      | Адлер — Барнаул         |
| 535      | Саратов — Адлер         | 536      | Адлер — Саратов         |
| 577      | Орськ — Адлер           | 578      | Адлер — Орськ           |
| 641      | Ростов — Адлер          | 642      | Адлер — Ростов          |
| 643      | Кисловодськ — Адлер     | 644      | Адлер — Кисловодськ     |
| 647      | Ставрополь — Адлер      | 648      | Адлер — Ставрополь      |
| 679      | Владикавказ — Адлер     | 680      | Адлер — Владикавказ     |

## Цікаві факти
- У Сімферополі є вокзал-близнюк, побудований роком раніше.
- Скульптура-фонтан «Дівчина з глечиком» в одному з двох італійських двориків вокзалу є одним із символів міста Сочі. На вокзалі встановлена копія, оригінал перенесений на територію Музею історії міста-курорту Сочі.

## Фотогалерея

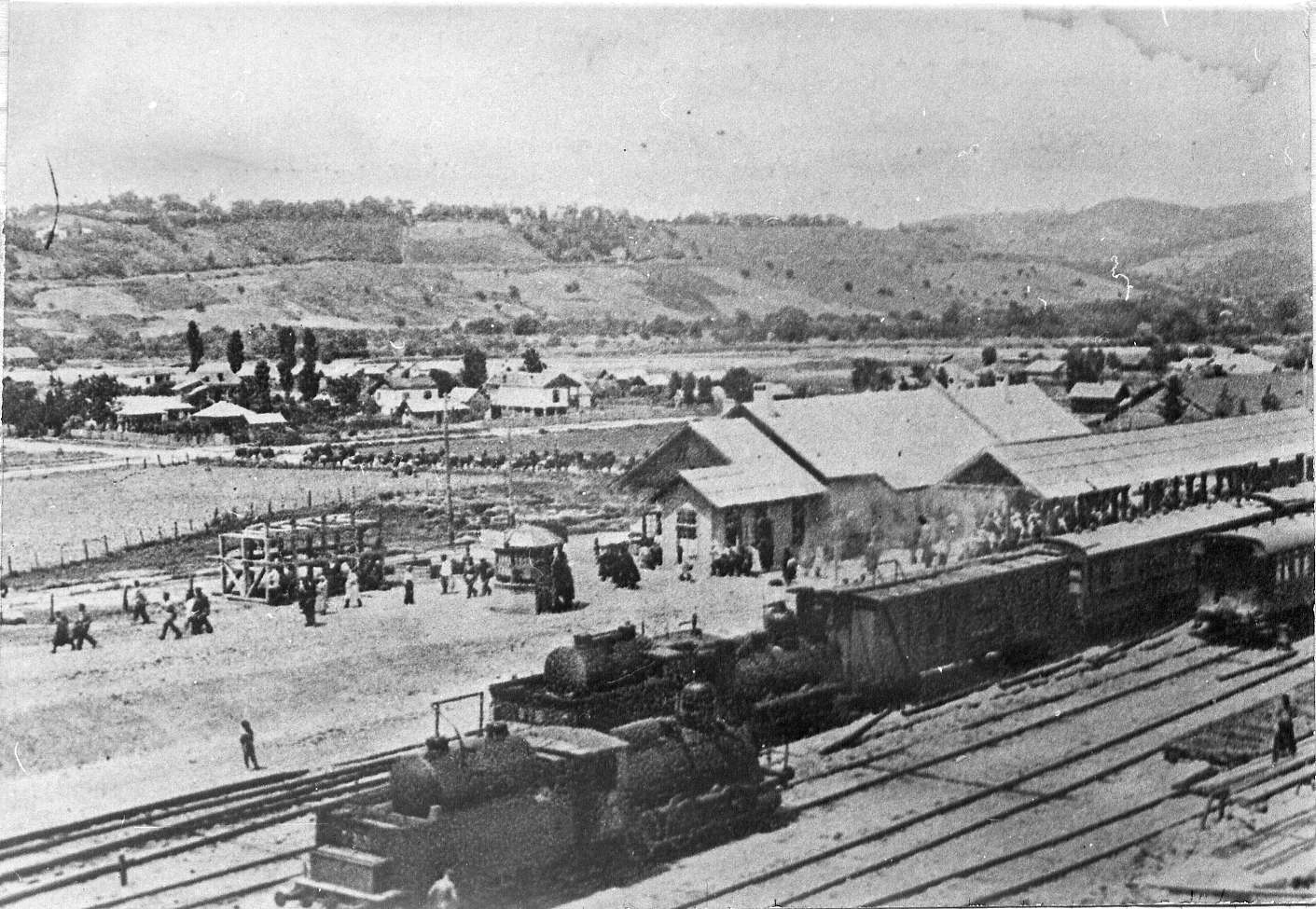
Станція Сочі (1920-ті)
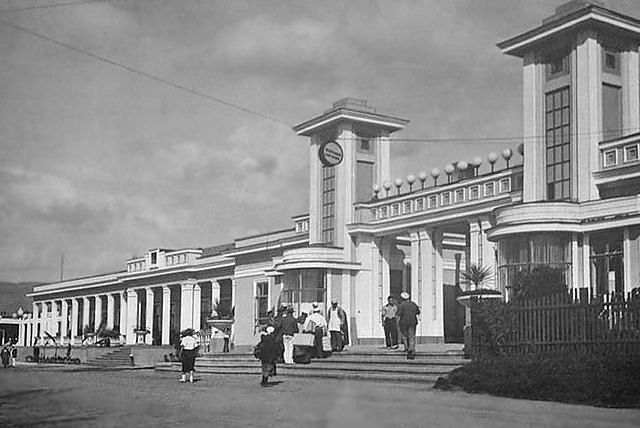
Вокзал станції Сочі (1939)
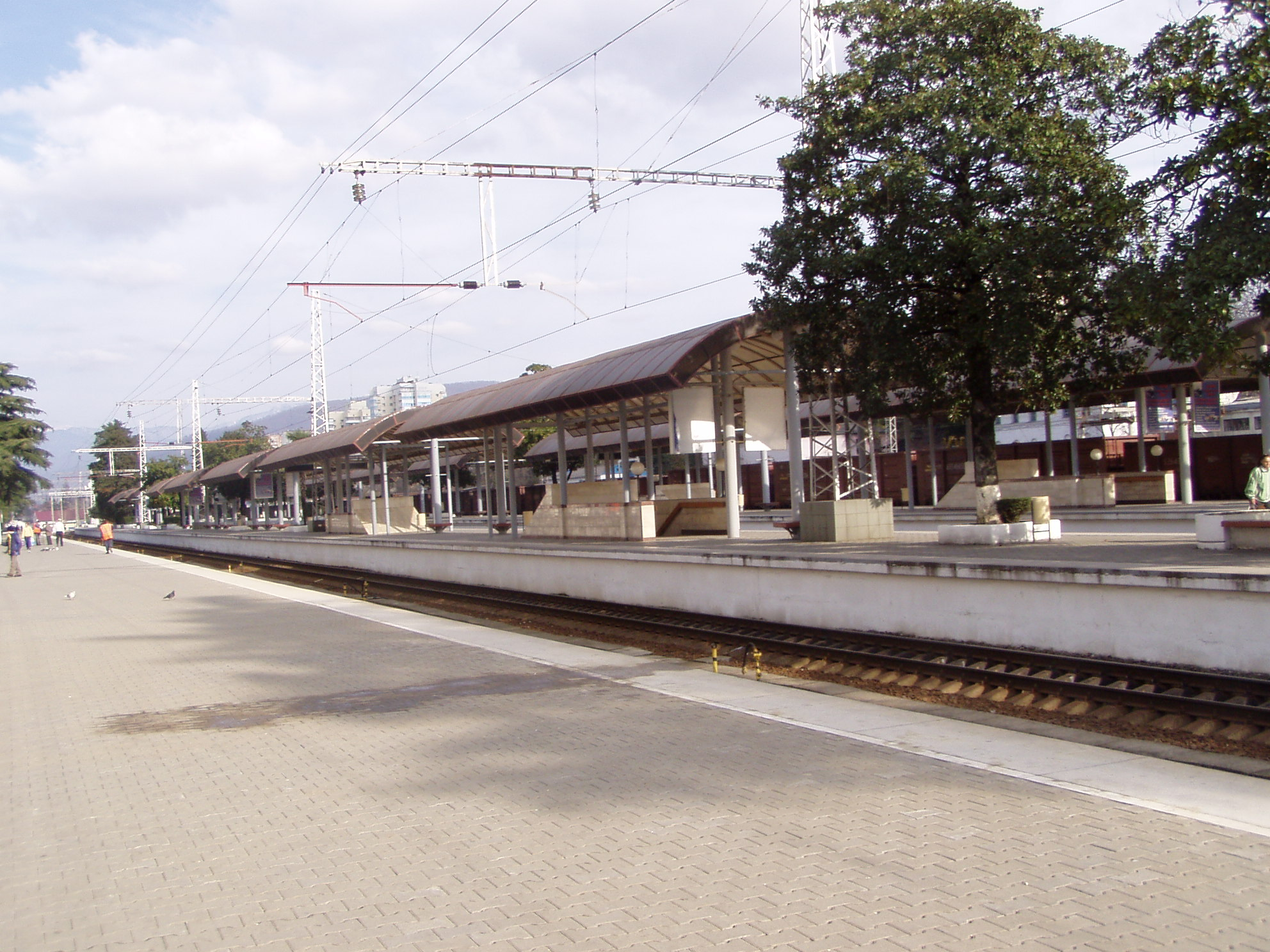
Платформи станції Сочі
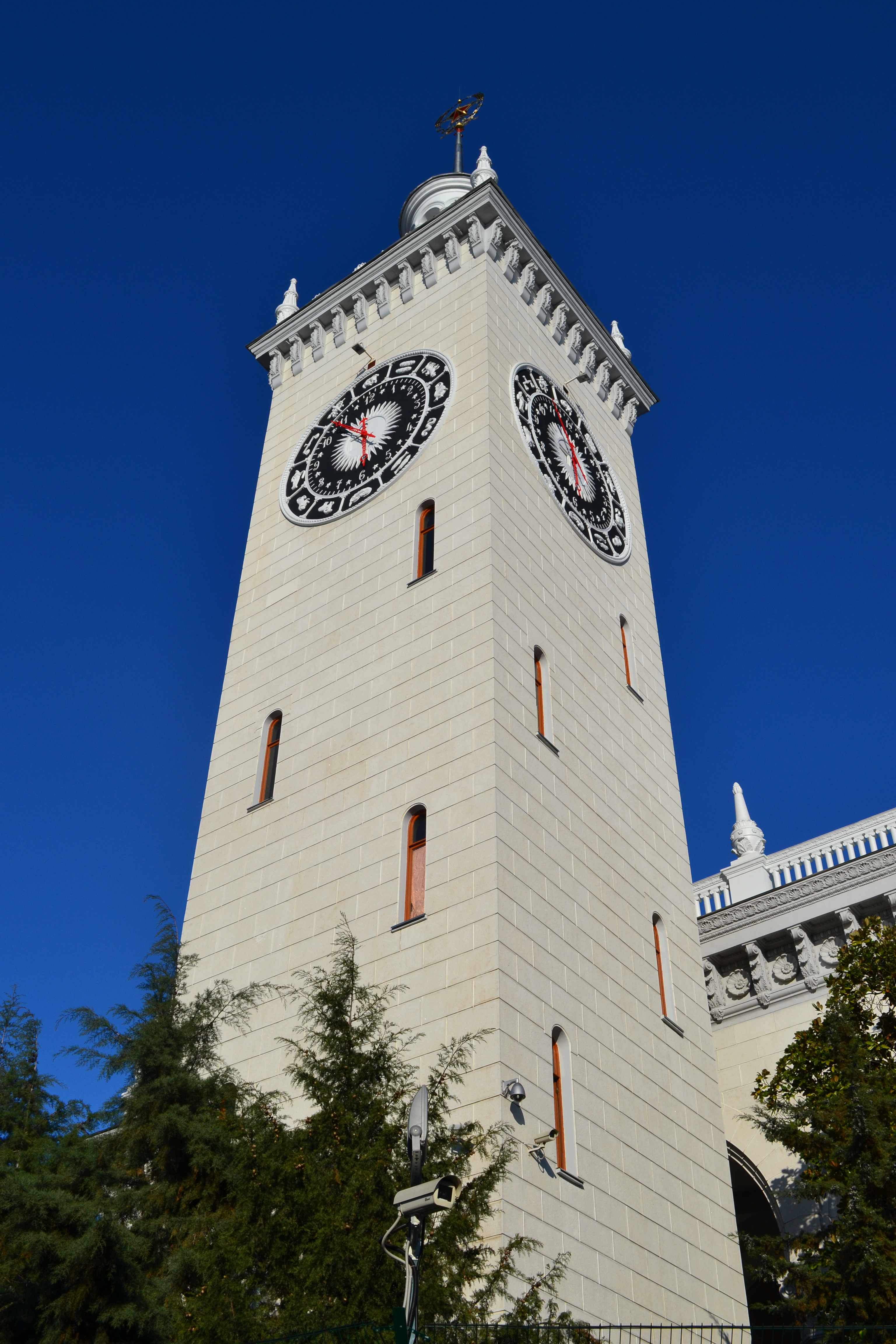
Вокзал (2014)

## Адреса вокзалу
354000, Росія, місто Сочі, вул. Горького, 56